# Mateo Argüello
Mateo Argüello Santoro (10 luglio 2002) è un calciatore uruguaiano, difensore del Danubio.

## Caratteristiche tecniche
Gioca come terzino destro.

## Carriera
Argüello è cresciuto nel settore giovanile del Danubio ed ha debuttato in prima squadra il 18 febbraio 2023 nell'incontro di Primera División perso 1-0 contro il Cerro Largo.

## Statistiche

### Presenze e reti nei club
Statistiche aggiornate al 3 maggio 2024.
| Stagione        | Squadra         | Campionato      | Campionato | Campionato | Coppe nazionali | Coppe nazionali | Coppe nazionali | Coppe continentali | Coppe continentali | Coppe continentali | Altre coppe | Altre coppe | Altre coppe | Totale | Totale | Totale |
| Stagione        | Squadra         | Comp            | Pres       | Reti       | Comp            | Pres            | Reti            | Comp               | Pres               | Reti               | Comp        | Pres        | Reti        | Pres   | Reti   |        |
| --------------- | --------------- | --------------- | ---------- | ---------- | --------------- | --------------- | --------------- | ------------------ | ------------------ | ------------------ | ----------- | ----------- | ----------- | ------ | ------ | ------ |
| 2023            | Danubio         | PD              | 11         | 0          | CU              | 2               | 0               | CS                 | 0                  | 0                  |             | -           | -           | 13     | 0      |        |
| 2024            | Danubio         | PD              | 1          | 0          | CU              | 0               | 0               | CS                 | 0                  | 0                  |             | -           | -           | 1      | 0      |        |
| Totale carriera | Totale carriera | Totale carriera | 12         | 0          |                 | 2               | 0               |                    | 0                  | 0                  |             | -           | -           | 14     | 0      |        |